# Halasahalli Thippasandra, Anekal
Halasahalli Thippasandra là một làng thuộc tehsil Anekal, huyện Bangalore Urban, bang Karnataka, Ấn Độ.